# Enoxacin
Enoxacin ist ein synthetisches Antibiotikum aus der zweiten Gruppe der Fluorchinolone. Im Vergleich zu Substanzen aus der ersten Gruppe der Fluorchinolone (z. B. Norfloxacin) besitzt es eine höhere Wirkung und ein breiteres Wirkungsspektrum, das insbesondere gramnegative Erreger einschließt. Die Wirkung gegen Staphylokokken, Streptokokken einschließlich Pneumokokken ist hingegen gering. Aufgrund des erhöhten Interaktionspotentials und geringeren Wirkstärke von Enoxacin gegenüber Ciprofloxacin oder Levofloxacin hat es in der Therapie an Bedeutung verloren. Enoxacin wirkt bakterizid und weist einen postantibiotischen Effekt auf (siehe auch Aminoglykoside).

## Spektrum
Das Spektrum umfasst viele gramnegative Erreger (Haemophilus- und Salmonella-Spezies). Die Wirkung gegen Staphylokokken, Streptokokken einschließlich Pneumokokken ist hingegen gering.

## Nebenwirkungen
Am häufigsten Treten gastrointestinale Beschwerden wie Übelkeit, Magenschmerzen und Diarrhö auf. Es kann ebenfalls zu Kopfschmerz, Schlafstörungen und Benommenheit kommen. 
Alle Fluorchinolone haben ein gewisses phototoxisches Potential, weshalb direkte Sonneneinstrahlung gemieden werden sollte. Des Weiteren wurden selten Sehnenrupturen insbesondere im Bereich der Achillessehne beschrieben, die durch gleichzeitige Einnahme von Glucocorticoiden häufiger auftraten. Das Risiko einer Verlängerung der QT-Zeit ist auch bei Enoxacin nicht auszuschließen.